# Sport Áncash
Club Sport Áncash jest peruwiańskim klubem piłkarskim z siedzibą w mieście Huaraz.

## Osiągnięcia

### Krajowe
- Torneo del Inca

| zwycięstwo (0):     | –    |
| drugie miejsce (1): | 2011 |

## Historia
Klub założony został 22 kwietnia 1967 roku. Obecnie klub gra w pierwszej lidze peruwiańskiej (Primera división peruana).

### Skład z 2007
Stan z 1 lutego 2007 roku.
| Nr | Pozycja   | Kraj      | Zawodnik             |
| -- | --------- | --------- | -------------------- |
| 1  | bramkarz  | Peru      | Pablo Pérez          |
| 2  | bramkarz  | Peru      | Harold Quiroz        |
| 3  | bramkarz  | Peru      | Marco Rojas          |
| 4  | obrońca   | Peru      | Renzo Reaños         |
| 5  | obrońca   | Peru      | Víctor Cartagena     |
| 6  | obrońca   | Paragwaj  | Arcadio González     |
| 7  | obrońca   | Peru      | Giancarlo Gómez      |
| 8  | obrońca   | Peru      | Fernando Masìas      |
| 9  | obrońca   | Peru      | Sergio Ubillús       |
| 10 | obrońca   | Peru      | Willy Rivas          |
| 11 | obrońca   | Peru      | Cristhian García     |
| 12 | obrońca   | Peru      | Eder Villavicencio   |
| 13 | pomocnik  | Peru      | Jean Tragodara       |
| 14 | pomocnik  | Peru      | Ismael Regalado      |
| 15 | pomocnik  | Peru      | Carlos Sotelo        |
| 16 | pomocnik  | Peru      | Juan Carlos Salazar  |
| 17 | pomocnik  | Peru      | Arturo Bustinza      |
| 18 | pomocnik  | Peru      | Roberto Guizasola    |
| 19 | pomocnik  | Peru      | Cristhian Salazar    |
| 20 | pomocnik  | Peru      | Rafael Villanueva    |
| 21 | pomocnik  | Peru      | Juan Montenegro      |
| 22 | napastnik | Argentyna | Natalio Portillo     |
| 23 | napastnik | Paragwaj  | Richard Estigarribia |
| 24 | napastnik | Peru      | César Goya           |
| 25 | napastnik | Peru      | Joel Flores          |
| 26 | napastnik | Peru      | Juan Carrillo        |
| 27 | napastnik | Peru      | Alexis Aguirre       |